# Dave Chappelle
David «Dave» Chappelle (født 24. august 1973 i Washington, DC) er en amerikansk komiker, skuespiller og satiriker.

## Biografi

### Tidlig liv
Chappelle begyndte med stand-up allerede i skolen. Hans inspiration kom fra hans favoritkomikere, som Richard Pryor. 

### Starten på karrieren
I 1992 optrådte Chappelle på TV for første gang, på Def Comedy Jam. I løbet af det næste år havde han sin første filmrolle, i Mel Brooks Robin Hood - helte i underhylere som «Ahchoo», og senere i Undercover Blues som «Ozzie». Mellem 1994 og 1997 bestod Chappelles karriere af TV-optrædener, små stand-upshow og lavbudgetfilm. I denne periode fik han sin første mulighed for at lave sit eget TV-show, The Dave Chappelle Project, men pilotepisoden blev ikke plukket ud af TV-kanalen. Han havde også en rolle i 1996-versionen af The Nutty Professor.
I 1998 nåede Chappelles karriere og liv et vendepunkt efter at han havde hovedrollen i komediefilmen Half Baked, som han skrev sammen med Neal Brennan, og også var med til at producere. Filmen handler om en bande hashhoveders eventyr, og er siden blevet en kultfilm. Det samme år konverterede Chappelle til Islam. Han fortalte Time magazine at han ikke ønskede at diskutere sin religion offentligt. Hans begrundelse var, at han ikke ønskede, at folk forbandt religionen med ham og hans fejl.

### Videre karriere
I 2003 debuterede Chappelle med sit eget ugentlige TV-show på Comedy Central, Chappelle's Show. Showet parodierer flere aspekter ved amerikansk kultur, inklusive raceafhængige stereotyper. Dette, kombineret med Chappelles sjove kommentarer om samfundet og politikken, hjalp til at serien blev en kritisk og kommerciel succes. Efter at sæson 2 var ovre var den et af de mest sete serier på det amerikanske kabelnet, og det næst mest sete program på Comedy Central, næst efter South Park.

## Filmografi
| År   | Titel                            | Rolle                            | Noter                                                    |
| ---- | -------------------------------- | -------------------------------- | -------------------------------------------------------- |
| 2018 | A Star Is Born                   | Noodles                          |                                                          |
| 2015 | Chi-Raq                          | Morris                           |                                                          |
| 2005 | Dave Chappelle's Block Party     |                                  | Manuskriptforfatter og vært, instrueret af Michel Gondry |
| 2002 | Undercover Brother               | Konspirationsbror                |                                                          |
| 2000 | Screwed                          | Rusty P. Hayes                   |                                                          |
| 1999 | Blue Streak                      | Tulley                           |                                                          |
| 1998 | Half Baked                       | Thurgood Jenkins/Sir Smoke-a-lot | Medforfatter                                             |
| 1998 | 200 Cigarettes                   | Disco Cabbie                     |                                                          |
| 1998 | Du har m@il                      | Kevin Jackson                    | (Orig. You've Got Mail)                                  |
| 1998 | Woo                              | Lenny                            |                                                          |
| 1997 | The Real Blonde                  | Zee                              |                                                          |
| 1997 | Con Air                          | Joe «Pinball» Parker             |                                                          |
| 1997 | Bowl of Pork                     | Sort Forrest Gump                |                                                          |
| 1997 | Damn Whitey                      | Dave                             |                                                          |
| 1996 | The Nutty Professor              | Reggie Warrington                |                                                          |
| 1996 | Joe's Apartment                  | Kakerlak                         | Stemme                                                   |
| 1996 | Buddies                          | Dave Carlisle                    | TV-serie                                                 |
| 1994 | Getting In                       | Ron                              |                                                          |
| 1993 | Robin Hood - helte i underhylere | Ahchoo                           | (Orig. Robin Hood: Men in Tights)                        |
| 1993 | Undercover Blues                 | Ozzie                            |                                                          |